# Samar-Umed Duszanbe
Samar-Umed Duszanbe (tadż. Клуби футболи «Самар-Умед» Душанбе) – tadżycki klub piłkarski, mający siedzibę w stolicy kraju, Duszanbe.

## Historia
Chronologia nazw:
- 2000: Umed Duszanbe (ros. «Умед» Душанбе)
- 2003: Samar-Umed Duszanbe (ros. «Самар-Умед» Душанбе)

Piłkarski klub Umed został założony w miejscowości Duszanbe w 2000 roku. Pod koniec drugiej rundy klub Saddam Sarband został wycofany za niepłacenie grzywny. W celu utrzymania struktury rozgrywek Umed Duszanbe zamienił Saddam Sarband w rozgrywkach Wyższej Ligi Tadżykistanu, choć grał poza konkursem. W debiutowym sezonie zajął przedostatnie 9. miejsce w końcowej klasyfikacji. W 2003 zmienił nazwę na Samar-Umed Duszanbe. Zespół zagrał swój ostatni sezon w najwyższej klasie w 2003 roku, w którym zajął spadkowe 13. miejsce, a następnie kontynuował swoje występy w niższych ligach mistrzostw.

## Sukcesy

### Trofea międzynarodowe
Nie uczestniczył w rozgrywkach azjatyckich (stan na 31-12-2015).

### Trofea krajowe
| \| \| Zdobyte trofea w rozgrywkach Tadżykistanu (stan na: 31-12-2015) \| |                                                                 |      |          |
| Rozgrywki                                                                | Osiągnięcie                                                     | Razy | Sezon(y) |
| Mistrzostwo                                                              | I miejsce                                                       | 0    |          |
| Mistrzostwo                                                              | II miejsce                                                      | 0    |          |
| Mistrzostwo                                                              | III miejsce                                                     | 0    |          |
| Mistrzostwo                                                              | 8. miejsce                                                      | 1    | 2001     |
| Puchar                                                                   | zdobywca                                                        | 0    |          |
| Puchar                                                                   | finalista                                                       | 0    |          |
| Puchar                                                                   | 1/16 finału                                                     | 1    | 2012     |
| II liga                                                                  | I miejsce                                                       | 0    |          |
| II liga                                                                  | II miejsce                                                      | 0    |          |
| II liga                                                                  | III miejsce                                                     | 0    |          |
| Tadżykistan                                                              | Zdobyte trofea w rozgrywkach Tadżykistanu (stan na: 31-12-2015) |      |          |

## Stadion
Klub rozgrywa swoje mecze domowe na Centralnym stadionie republikańskim (były stadion im. Frunze, Pamir) w Duszanbe, który może pomieścić 21 400 widzów.

## Piłkarze
Znani piłkarze:
- Umed Dawlatow
- Ibrahim Rabimow